# Manuela Ferreira Leite
María Manuela Dias Ferreira Leite (Lisboa, 3 de diciembre de 1940), comúnmente conocida como Manuela Ferreira Leite, es un política  y economista portuguesa. Miembro del PSD, que presidió entre 2008 y 2010, ha sido ministra de Educación (diciembre de 1993 a octubre de 1996) y ministra de Estado de Hacienda  (abril de 2002 a julio de 2004).

## Biografía
Se crio en Lisboa, cursó los estudios básicos en el Liceo Maria Amália Vaz de Carvalho y el Liceo D. João de Castro. En 1963 se graduó en Economía en el Instituto de Ciencias Económicas y Financieras (hoy Escuela de Economía y Gestión), con un resultado final de 16 puntos, consiguiendo el premio de Distinguidos de los Estudiantes de Turismo y Economía y Cátedra de Política Exterior. 
En el mismo año recibió subvenciones de la Fundación Calouste Gulbenkian, para estudiar economía de la educación, llegando a asistir, como tal, a un curso organizado por la OCDE en Alemania. Entre 1964 y 1973, continuará prestando servicios a la Fundación, primero como investigadora del Centro de Economía y Finanzas del Instituto Gulbenkian de Ciencia (hasta 1972), luego al Servicio Técnico de Inversiones. Sin embargo, también enseñó (como asistente) en la Universidad Técnica de Lisboa, durante trece años (1966-1979). Enseñó las disciplinas de Finanzas Públicas y Economía Pública, se encargó del Consejo (de 1973) y dirigió el Departamento de Finanzas Públicas (desde 1975). En 1975 se va a dirigir el Departamento de Estadística del Instituto de Participaciones Estatales, y asiste como miembro de la Junta Directiva del Instituto de Tecnología Informativa; en el 1977 dejará el cargo para convertirse en coordinadora de la Hacienda Pública y de la Oficina de Estudios de Mercado de Capitales del Banco de Portugal hasta 1986. Formó parte de la delegación portuguesa en el Comité de Política Económica de la OCDE (en 1985). Fue directora general de Cuentas Públicas, de 1986 a 1990 y entre 1987 y 1992, ocupó el lugar de miembro electo del Comité de Presupuesto del Consejo de Europa. Integró también en los últimos años, las juntas directivas de varias instituciones, como en el Instituto Gulbenkian de Ciencia como miembro de la comisión de asesoramiento desde 1998. Fue Presidente de la Junta Directiva del Instituto Francisco Sá Carneiro y miembro de la Junta Senior y Orientación Estratégica de la Universidad Católica de Lisboa. Fue Presidenta de la Junta Directiva del Instituto de Lenguas y Administración, entre 1998 y 2000, y en 2006 formó parte del Consejo de Administración del Banco Santander Totta. 
Su debut en la política como Jefa de Estado Mayor fue con el entonces Ministro de Finanzas y Planificación, Aníbal Cavaco Silva, en el Gobierno Constitucional VI (1980-1981), encabezado por Francisco Sá Carneiro. Cavaco Silva también la designa Secretaria de Estado de Presupuesto, en el Gobierno XI (1990-1991). En el último de estos años fue elegida por la Asamblea de la República por las listas del Partido Social Demócrata en la circunscripción de Lisboa. En el XII Gobierno es nombrada Secretaria de Estado Adjunta y de Presupuesto (hasta 1993) y Ministra de Educación (hasta 1995). Luego vuelve a ocupar la presidencia de la Cámara de Évora (1995-1999), y Lisboa (1999-2002). A lo largo de estos mandatos, presidió la Comisión Parlamentaria de Economía, Hacienda y Plan (1995-1999), fue vicepresidenta (1996-2001) y Presidente (2001-2002) del Grupo parlamentario del PSD. Por último, volvió a asumir funciones de gobierno , como Ministra de Estado de Hacienda, en el Gobierno XV (2002-2004) y fue así la primera mujer en ocupar ese puesto. Es también la primera mujer portuguesa a la cabeza de un partido político, ya que en mayo de 2008, fue elegida presidenta de la Comisión Política Nacional del PSD. Antes de eso, fue miembro del Consejo de Estado (2006-2008) y se mantuvo como profesora asociada del Instituto de Gestión (Oficina de la iniciativa empresarial), donde fue corresponsable de la dirección de las Veladas de Política Económica y del Posgrado en la Administración Pública. 
Ha publicado artículos y obras, como la Economía de la Educación Costing (1968), El retorno de la educación (1970), La Economía Política de la Educación (1972) y El Proceso de Presupuesto y Reforma de la Administración Pública (1986). También ha sido ponente en diversas conferencias y seminarios, por ejemplo, la Conferencia Internacional de Economía Doméstica, que se ha examinado el economista británico John Vaizey, en el XLI Congreso del Instituto Internacional de Finanzas Públicas, en el Coloquio Internacional de la Société Universitaire Européenne de Recherches Financières; también ha tomado parte de las conmemoraciones del bicentenario de la Secretaría de Hacienda, de la Reforma del Presupuesto y Contaduría Pública, y de la Cuarta Conferencia Mundial de las Naciones Unidas sobre la Mujer, encabezando la delegación portuguesa. 
Fue galardonada con la Gran Cruz de la Orden del Infante D. Henrique. Ha colaborado en los últimos años, con la prensa y la radio, incluyendo el semanario Expresso (en la sección de Economía) y en los diarios Jornal de Notícias, Público; también ha sido comentarista residente en programas como Falar Claro de Radio Renascença. 
Manuela Ferreira Leite es bisnieta de José Dias Ferreira, profesor de Derecho en la Universidad de Coímbra, Mason, varias veces ministro de Finanzas entre 1868 y 1893, y Presidente del Consejo de Ministros en la última etapa de la monarquía constitucional; nieta de José Eugenio Dias Ferreira; hermana de Julia Dias Ferreira de Almeida Flor (profesora emérita de la Facultad de Artes de la Universidad de Lisboa) y hermana de José Eugenio Dias Ferreira, abogado, miembro de la jurisdicción del distrito de Lisboa del PSD y actual Presidente de la Asamblea General de Sporting Club de Portugal.

## Antecedentes
Aunque Manuela Ferreira Leite procede de una familia de abogados famosos de muchas generaciones, ella optó por seguir las finanzas y la economía. Su hermano, José Eugenio Dias Ferreira es un abogado de Lisboa, un analista político y comentarista deportivo. Ella es hija de Carlos Eugenio Dias Ferreira (nacido en Lisboa 18 de mayo de 1908), un licenciado de Ley de la Facultad de Ley de la Universidad de Lisboa y abogado; su esposa Julieta Teixeira de Carvalho, hija de José Teixeira de Carvalho y su esposa Etelvina Ferreira de Carvalho, es licenciada de Ingeniería por el Instituto Superior Técnico de la Universidad Técnica de Lisboa. Su abuelo paterno, José Eugenio Dias Ferreira (Lisboa 13 de noviembre de 1882 - Lisboa 17 de enero de 1953) fue un abogado de la Universidad de Coímbra, era hijo del Ministro y consejero José Dias Ferreira.

## Formación
Licenciada de Finanzas en el ISEG - Instituto Superior de Economia e Gestão (anteriormente conocido como ISCEF - Instituto Superior de Ciencias Económicas y Financieras), destacado en economía y la escuela de finanzas de la Universidad Técnica de Lisboa. 
Manuela Ferreira Leite en el pasado ha ocupado varios cargos en el gobierno portugués, incluyendo Ministra de Educación con Cavaco Silva entre 1993 y 1995, y Ministra de Estado y de Finanzas con Durão Barroso entre 6 de abril de 2002 y 2004. En ambos casos, su política de contención fue atacada por su presunta desmesura. En Educación, como muchos de sus predecesores y sucesores, pero con peores manifestaciones de la oposición, tuvo que lidiar con la cuestión de la enseñanza universitaria que, aunque de escaso valor, sigue siendo difícil de pagar por muchos estudiantes. 
Es la líder del PSD (salió elegida el 31 de mayo de 2008), actualmente es el principal partido de la oposición en el Parlamento portugués. 
Es también miembro del Consejo de Estado portugués, designado por el Presidente de Portugal.

## Familia
Estuvo casada con Rui Leite, licenciado de Economía por el Instituto Superior de Ciencias Económicas y Financieras de la Universidad Técnica de Lisboa, de quien ella se divorció y con el que tuvo tres hijos: 
- Nuno Dias Ferreira Leite, se casó en la Iglesia de Campo Grande, en Campo Grande, Lisboa, el 6 de julio de 2006 con Mónica Cruz da Rocha Campos.
- João Dias Ferreira Leite.
- Ana Dias Ferreira Leite, contrajo matrimonio en la Iglesia de los Santos de Santos-o-Velho, Lisboa, el 3 de diciembre de 2005 con João Maria de Gouveia Durão de Quintanilha e Mendonça, nacido en Alvalade, el 3 de noviembre de 1978.